# Откыл
Откыл — река в Хакасии, правый приток реки Малый Абакан. Исток река берёт с западного склона хребта Чукчут. Протекает на территории темнохвойной тайги Таштыпского района, длина реки составляет 24 км. К югу от одноимённой горы — Октыл (1755 м) в реку впадает левобережный приток — Левый Октыл, длина которого — 11 км.

## Данные водного реестра
По данным государственного водного реестра России относится к Енисейскому бассейновому округу. Речной бассейн реки — Енисей, речной подбассейн реки — Енисей между слиянием Большого и Малого Енисея и впадением Ангары, водохозяйственный участок реки — Енисей от Саяно-Шушенского гидроузла до впадения реки Абакан.